# Bulevardul Ion C. Brătianu din Constanța
Bulevardul I.C.Brătianu este un bulevard din Constanța. Este al doilea ca lungime din oraș (dupa Bulevardul Mamaia) și cel mai mare ca lățime (câte 2 benzi pentru fiecare sens de mers). Se întinde de la magazinul Kaufland până în cartierul Palas. Poartă numele unui fost prim-ministru al României, și anume liberalul I.C.Brătianu.